# Jiaoshan (socken i Kina, Hunan)
Jiaoshan (kinesiska: 角山, 角山乡) är en socken i Kina. Den ligger i provinsen Hunan, i den södra delen av landet, omkring 140 kilometer söder om provinshuvudstaden Changsha. Antalet invånare är 17113. Befolkningen består av 8 409 kvinnor och 8 704 män. Barn under 15 år utgör 22,0 %, vuxna 15-64 år 70 %, och äldre över 65 år 7,0 %.
Genomsnittlig årsnederbörd är 1 658 millimeter. Den regnigaste månaden är maj, med i genomsnitt 253 mm nederbörd, och den torraste är oktober, med 28 mm nederbörd.